# ييرا سور
ييرا سور (مواليد 24 يوليو 2000) هو لاعب كرة قدم نيجيري يلعب في مركز الجناح في نادي سلافيا براغ.

## روابط خارجية
- ييرا سور على موقع الاتحاد الأوربي (الإنجليزية)
- ييرا سور على موقع قاعدة بيانات كرة القدم.إي يو (الإنجليزية)
- ييرا سور على موقع بيانات كرة القدم. دي إي (الألمانية)
- ييرا سور على موقع Soccerway.com (الإنجليزية)
- ييرا سور على موقع عالم كرة القدم.نت (الإنجليزية)